# اس‌ای‌اس آماتلا (اف۱۴۵)
اس‌ای‌اس آماتلا (اف۱۴۵) (به انگلیسی: SAS Amatola (F145)) یک کشتی است که طول آن ۱۲۱ متر (۳۹۷ فوت ۰ اینچ) می‌باشد. این کشتی در سال ۲۰۰۲ ساخته شد.